# Nedomice
Nedomice är en ort i Tjeckien.   Den ligger i regionen Mellersta Böhmen, i den centrala delen av landet, 24 km nordost om huvudstaden Prag. Nedomice ligger 171 meter över havet och antalet invånare är 282.
Terrängen runt Nedomice är platt. Runt Nedomice är det ganska tätbefolkat, med 62 invånare per kvadratkilometer. Närmaste större samhälle är Libeň, 19,6 km sydväst om Nedomice. Trakten runt Nedomice består till största delen av jordbruksmark.